# Gabriello Chiabrera
Gabriello Chiabrera (Savona, 18 de junio de 1552 - 14 de octubre de 1638) fue un poeta y dramaturgo italiano.
De familia aristocrática, vivió en estrecho contacto con la nobleza de su tiempo y escribió numerosas obras en verso que han entrado a formar parte del patrimonio literario clásico italiano. Cantor del mundo griego y de lo que posteriormente sería definido como clasicismo barroco, con frecuencia fue contrapuesto al poeta contemporáneo Giambattista Marino.
Ha dado nombre a un instituto y a un teatro de Savona en el cual se representan óperas líricas. Su actividad literaria coincidió con los orígenes de la ópera lírica, de la que él mismo se ocupó en diversos escritos y cartas, entre ellos el tratado I musicisti e la lírica (“Los músicos y la lírica”).

## Biografía

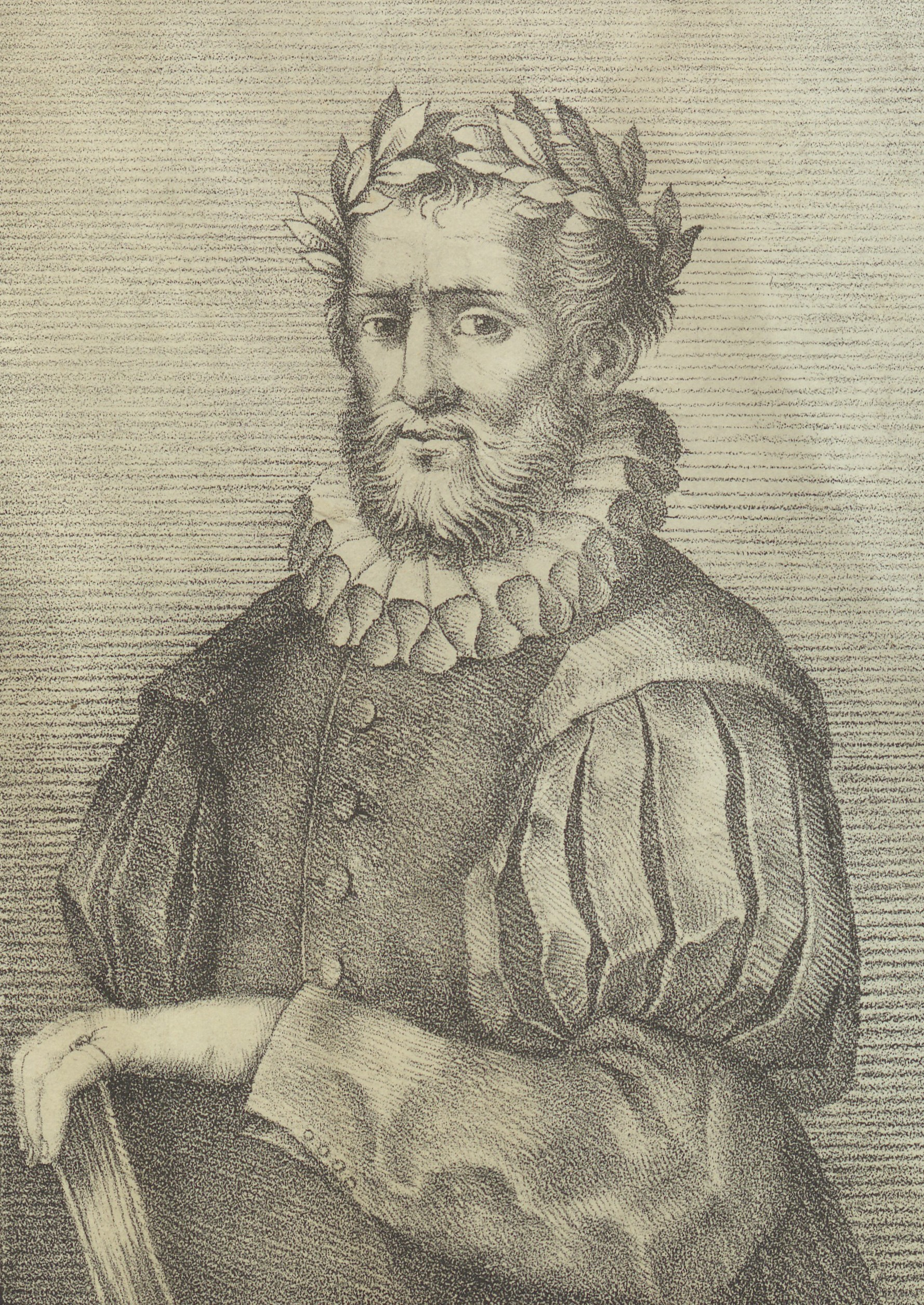
Gabriello Chiabrera, 1823

Procedente de una familia acomodada, recibió el mismo nombre que su padre, Gabriello, que había muerto pocos días antes de su nacimiento. Su madre, Geronima Murasana, contrajo segundas nupcias, y Chiabrera quedó pronto bajo la tutela de sus tíos paternos. Desde 1561 estudió en el colegio de los Jesuitas de Roma, pero fue expulsado del Estado Pontificio en 1576 por haber entrado en conflicto con un aristócrata, viéndose obligado a regresar a su ciudad natal de forma precipitada. También en Savona fue protagonista de riñas y controversias que le llevaron a enfrentamientos con hidalgos locales. También en este caso se vio obligado en más ocasiones a dejar la ciudad, sobre todo en los años comprendidos entre 1579 y 1585.
En 1600 participó en Florencia en las bodas de María de Médici. Dos años después, el 29 de julio de 1602, se casó con Lelia Pavese. La pareja no tuvo hijos, pero tuvo bajo su tutela al sobrino de la mujer, Giulio, de quien administraron el cuantioso patrimonio heredado por el joven tras la muerte de su padre, hermano de Lelia.
De una descripción que dio de sí mismo, se sabe que era de media estatura, "de pelo castaño", afectado por una leve miopía ("veía poco de lejos, pero otros no se daban cuenta"), frugal en la alimentación y poco propenso a perder horas de sueño.

### El corpus literario

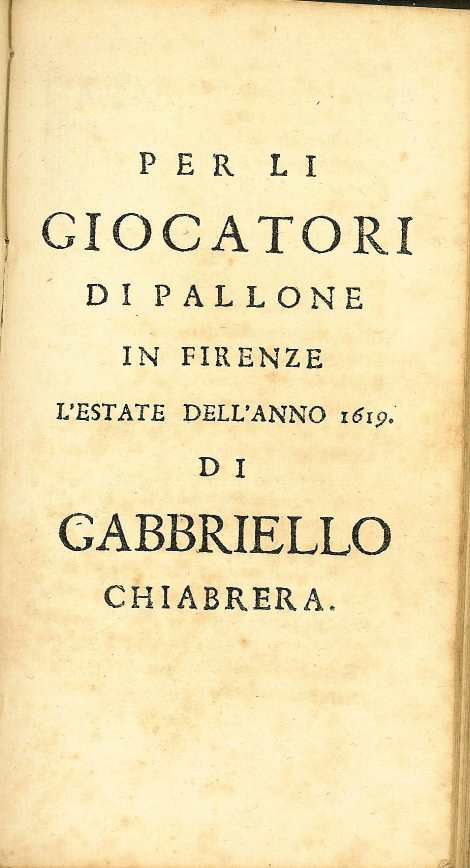
La actividad literaria de Chiabrera no pasó por alto aspectos de la vida cotidiana. Por ejemplo, en 1619 escribió una poesía sobre una partida de calcio florentino.

El inicio literario de Chiabrera tuvo lugar cuando tenía treinta años, en 1582, con la redacción del poema Gotiade. Desde entonces y hasta su muerte, se dedicó casi exclusivamente a la escritura.
Su imponente corpus literario – sostenido por una sincera inspiración y por una sólida cultura clásica, que se reflejará inevitablemente también en su autobiografía Vita di Gabriello Chiabrera scritta da lui medesimo (“Vida de Gabriello Chiabrera escrita por él mismo”) – está compuesto por obras poéticas de tipos muy diversos, donde siempre aparece su origen aristocrático pero, igualmente, su propósito de ser un agudo lector de la vida cotidiana y de las necesidades del populacho, del cual amaba observar sus usos y costumbres, hasta el punto de que parecía querer ser un cronista de su tiempo.
Aunque tenía predilección por la rima esdrújula, experimentó todos los tipos de verso (de cuatro a doce sílabas, e incluso versos sueltos, sin rima), buscando siempre, según los críticos, una musicalidad fresca y ligera; en cualquier caso, de nueva índole.
Además de Gotiade, escribió otros cuatro poemas: Amedeide, Firenze, Foresto y Ruggiero, colecciones de líricas heroicas (Pindariche) y amorosas (Anacreontiche), poemas tanto sacros como profanos, scherzos en la métrica clásica (Vendemmie di Parnaso), tragedias, dramas, entreactos, sonetos, etc.
Entre su producción literaria hay también diálogos (entre los que cabe citar particularmente los de la ars poetica), epitafios, sermones, discursos, oraciones y epístolas.

### Las relaciones con la nobleza
Fueron frecuentes los viajes de Chiabrera como huésped a las cortes de Génova (ciudad en la que permaneció largo tiempo y en la que se le recuerda con el nombre de una calle y un monumento en el parque de Villa Durazzo-Pallavicini de Pegli), Florencia, Mantua (donde en 1608 participó en las bodas de Francesco Gonzaga) y Turín.
Desde 1623 pudo consolidar los contactos también con Roma, en particular gracias a su amistad con el Papa Urbano VIII.
Por el contrario, dos años después, con ocasión de la guerra de la Valtelina, interrumpió las relaciones con el duque Carlos Manuel I de Saboya, al que le unía una amistad de más de cuarenta años.
Transcurrió la vejez predominantemente en una mansión del burgo rural savonés de Légino, el Musarum opibus. Estuvo a tiempo para pronunciar, en 1629, la oración fúnebre con motivo de la muerte de Andrea Spinola, Dogo de Génova.

## Bibliografía

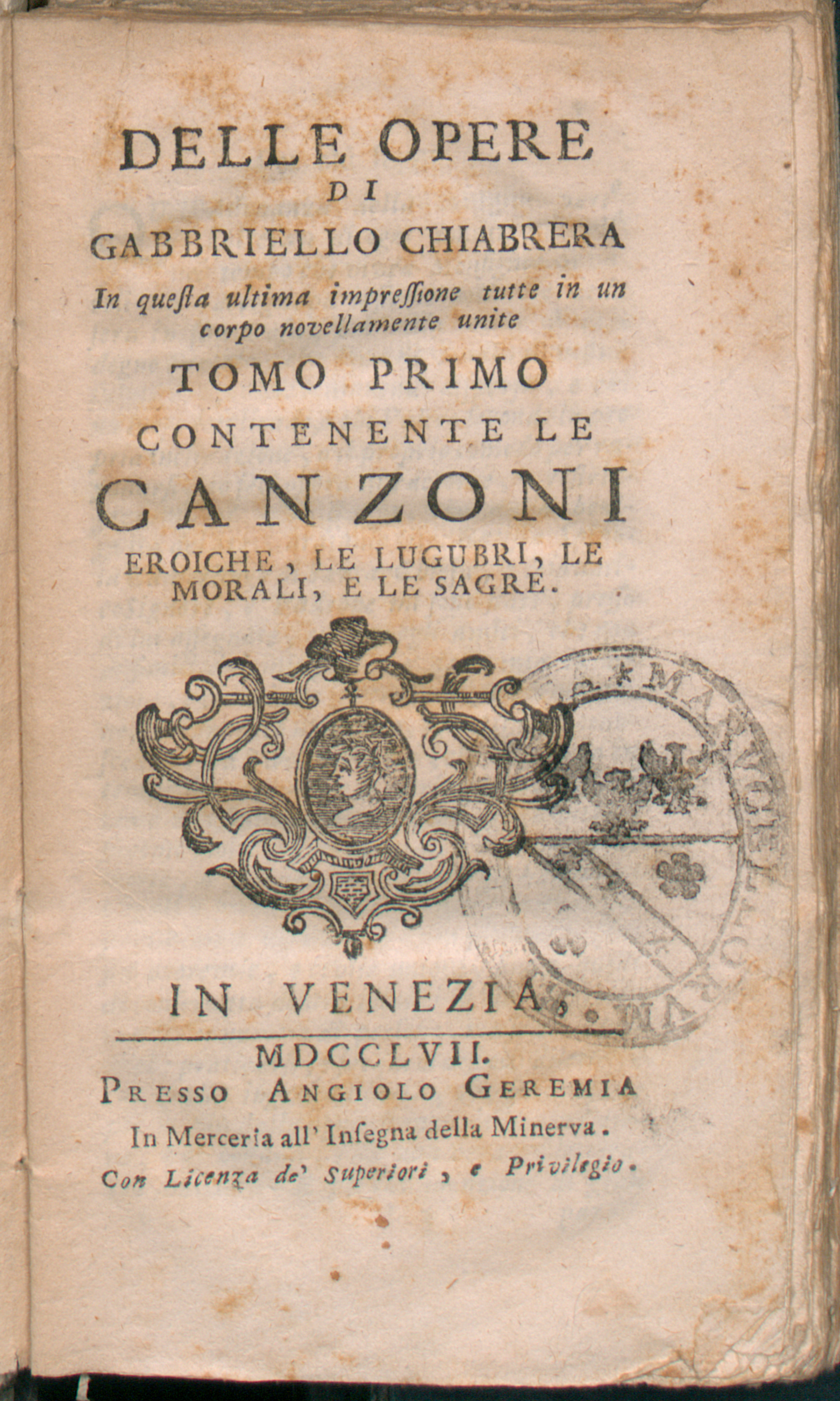
Opere, 1757